# Interstate 440 (Tennessee)
Pour les articles homonymes, voir Interstate 440.
L'Interstate 440 (I-440) est une autoroute auxiliaire de 7,64 miles (12,30 km) à Nashville, dans le Tennessee. Elle sert de voie de contournement au sud du centre-ville. L'I-440 est aussi appelée Four-Forty Parkway et est désignée Debra K. Johnson Memorial Parkway. L'I-440 se situe entre l'I-40 et l'I-24. Elle rencontre l'I-65 et quelques U.S. Routes.
Proposée dans les années 1950, l'I-440 a été le sujet de plusieurs controverses à propos de son emplacement et tracé, ce qui a induit de multiples changements et délais de construction. Il s'agit du dernier segment des autoroutes inter-États du Tennessee à être complété. Après avoir été complétée, l'I-440 a connu de nombreux problèmes de congestion, de sécurité. En 2020, tout tracé avait été reconstruit.

## Description du tracé

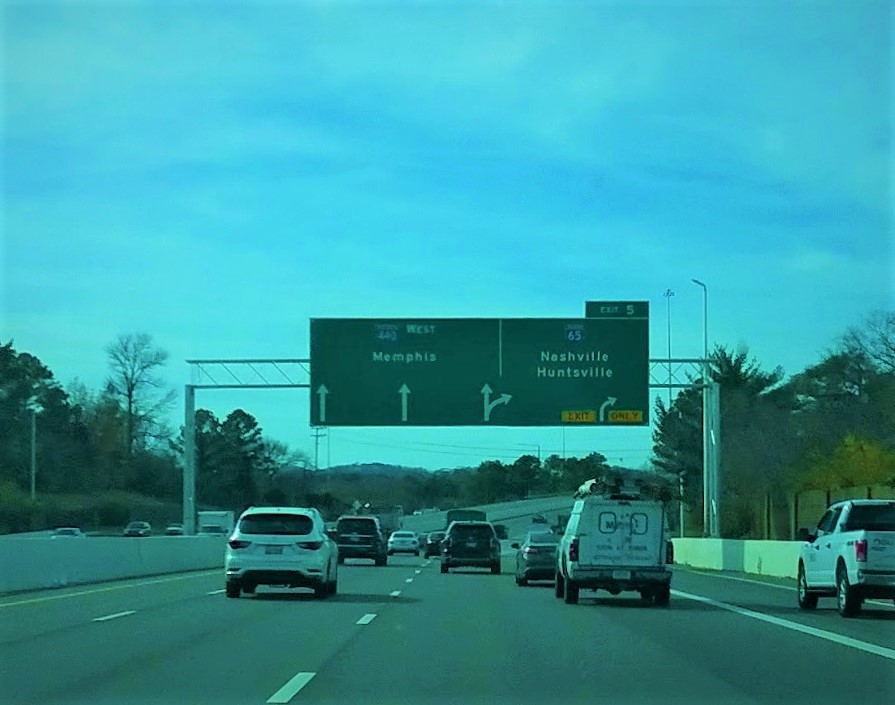
L'I-440 en direction ouest à l'échangeur avec l'I-65.

La majorité de l'I-440 est située au-dessous du niveau des rues adjacentes. Elle dispose de trois voies par direction sur tout son parcours.
L'I-440 débute à l'ouest du centre-ville de Nashville à une intersection avec l'I-40 au sud de l'Université d'État du Tennessee et se dirige directement vers le sud. Elle croise la US 70 sans toutefois avoir d'échangeur avec celle-ci. Un peu plus loin, l'autoroute s'oriente vers le sud-est et croise la US 70S. L'autoroute tourne vers le sud-est et passe près de Centennial Park et de l'Université Vanderbilt. Elle rencontre ensuite la US 431. L'I-440 bifurque alors vers l'est et atteint l'I-65 au sud du centre-ville. L'I-440 se dirige ensuite vers le nord=est et croise la US 31A / US 41A, son dernier échangeur. Environ 1,4 mile (2,3 km) plus loin, l'autoroute atteint son terminus est à la jonction avec le multiplex formé de l'I-40 / I-24.

## Liste des sorties
| Interstate 440    |                             |      |       |        |                                                 | |
| Comté             | Municipalité                | mi   | km    | Sortie | Intersections / Destinations                    | Notes |
| Davidson          | Nashville                   | 0,00 | 0,00  | —      | I-40 – Memphis, Nashville                       | Terminus ouest; sortie 206 de l'I-40                                                                                       |
| Davidson          | Nashville                   | 1,47 | 2,37  | 1      | Murphy Road                                     | Sortie direction est, entrée direction ouest                                                                               |
| Davidson          | Nashville                   | 1,47 | 2,37  | 1A     | US 70S (West End Avenue)                        | Indiqué sortie 1 en direction ouest                                                                                        |
| Davidson          | Nashville                   | 2,82 | 4,54  | 3      | US 431 (21st Avenue / Hillsboro Pike)           | |
| Davidson          | Limite Nashville–Berry Hill | 4,82 | 7,76  | 5      | I-65 – Nashville, Huntsville                    | Sortie 80 de l'I-65 |
| Davidson          | Nashville                   | 6,29 | 10,12 | 6      | US 31A / US 41A (Nolensville Pike)              | |
| Davidson          | Nashville                   | 7,64 | 12,30 | —      | I-24 est – Chattanooga                          | Sortie direction est, entrée direction ouest; sortie 53 de l'I-24; accès direct depuis l'I-40 ouest; sortie 213B de l'I-40 |
| Davidson          | Nashville                   | 7,64 | 12,30 | —      | US 41 / US 70S (Murfreesboro Road)              | Sortie direction est seulement                                                                                             |
| Davidson          | Nashville                   | 7,64 | 12,30 | —      | I-24 ouest vers I-40 est – Nashville, Knoxville | Terminus est; connexion vers l'Aéroport international de Nashville; sortie 53 de l'I-24                                    |
| - Accès incomplet |                             |      |       |        |                                                 | |